# Ishmael Reed
Ishmael Scott Reed (Chattanooga, 22 febbraio 1938) è un poeta, saggista e scrittore statunitense. È uno degli scrittori afroamericani più conosciuti della sua generazione e, insieme a Amiri Baraka uno dei più controversi (e politicamente schierati a sinistra). Il suo lavoro fa una pesante satira sull'ala destra dello schieramento politico (e spesso anche su quella sinistra), evidenziando l'oppressione politica e culturale che ne proviene. Mentre alcuni trovano l’opera di Reed una vivida e divertente raffigurazione della vera America, altri lo criticano come incoerente e confuso.

## Biografia
Reed è nato a Chattanooga, Tennessee, ma è cresciuto a Buffalo, nello Stato di New York, dove ha frequentato l'università, a quel tempo ancora privata e divenuta parte del sistema universitario statale dopo la conclusione del suo percorso di studi. La stessa università gli ha conferito una laurea Honoris Causa nel 1995. Mentre frequentava le lezioni, era co-presentatore di un programma radiofonico che fu però cancellato dopo aver trasmesso un’intervista a Malcolm X.
Si trasferì a New York nel 1962 e co-fondò con Walter Bowart East Village Other, una famosa pubblicazione underground. È stato anche membro del Umbra Writers Workshop, organizzazione che contribuì a fondare il Black Arts Movement e a promuovere un'estetica nera. In realtà egli non era membro del movimento.
I suoi lavori più conosciuti includono The Free-Lance Pallbearers (1967, il primo romanzo), Yellow Back Radio Broke-Down (1969), Mumbo Jumbo (1972), Flight to Canada (1976), The Last Days of Louisiana Red (1974), Reckless Eyeballing (1986), e Japanese By Spring (1993). Ha pubblicato più di una dozzina di libri, tra cui nove romanzi, quattro raccolte di poesie sei testi teatrali, quattro raccolte di saggi e un libretto. Per New and Collected Poems, 1964-2007 ha ricevuto la medaglia d'oro dal Commonwealth Club of California.
Ha pubblicato anche From Totems to Hip-Hop: A Multicultural Anthology of Poetry Across the Americas, 1900-2002 (2003), nel quale appoggia la definizione di poesia americana come un amalgama, che dovrebbe includere lavori che seguono i canoni tradizionali di influenza europea così come le opere degli immigrati, degli artisti dell'hip hop e dei nativi americani.
Attualmente Reed vive a Oakland, California. Si è recentemente ritirato dall'insegnamento all'Università di Berkeley, dove ha insegnato per trentacinque anni. Ha inoltre collaborato con musicisti e compositori jazz; i frutti di tali collaborazioni appaiono in tre CD intitolati Conjures, 1, 2, 3. Nel 2007 ha debuttato come pianista jazz con la canzone For All We Know del suo gruppo, The Ishmael Reed Quintet.

## Opere
- The Freelance Pallbearers, 1967
- Yellow Back Radio Broke-Down, 1969
- Mumbo Jumbo, 1972
- Neo-HooDoo Manifesto, 1972
- Conjure: Selected Poems, 1963-1970, 1972
- Chattanooga: Poems, 1973
- The Last Days of Louisiana Red, 1974
- Flight to Canada, 1976
- Secretary to the Spirits, 1978
- Shrovetide in Old New Orleans: Essays, 1978
- The Terrible Twos, 1982
- God Made Alaska for the Indians: Selected Essays, 1982
- Reckless Eyeballing, 1986
- New and Collected Poetry,1988
- Writing is Fighting: Thirty-Seven Years of Boxing on Paper, 1988
- The Terrible Threes, 1989
- Before Columbus Foundation Fiction Anthology: Selections from the American Book Awards 1980-1990
- Airing Dirty Laundry, 1993
- Japanese by Spring, 1993
- Conversations with Ishmael Reed, ed. Amritjit Singh and Bruce Dick, 1995
- Blues City: A Walk in Oakland, 2003